# Helvella lacunosa
Helvella lacunosa (Adam Afzelius, 1783) din încrengătura Ascomycota, familia Helvellaceae, genul Helvella, este o ciupercă gustoasă, comestibilă doar după o gătire corectă. Ea este denumită în popor zbârciog negru sau șaua elfului. Acest burete saprofit crește solitar sau în grupuri, fiind iubitor de soluri sărace, nisipoase și pietroase. El poate fi găsit în România, Basarabia și Bucovina de Nord în păduri de foioase și de conifere de-a lungul marginilor acestora, prin luminișuri, în zone de depozitare ale lemnului sau halde. Crește la nivelul unui larg palier altitudinal, de la câmpie la munte. Cu precădere se găsește însă la altitudini mijlocii, din iunie până la sfârșitul lui noiembrie.

## Descriere

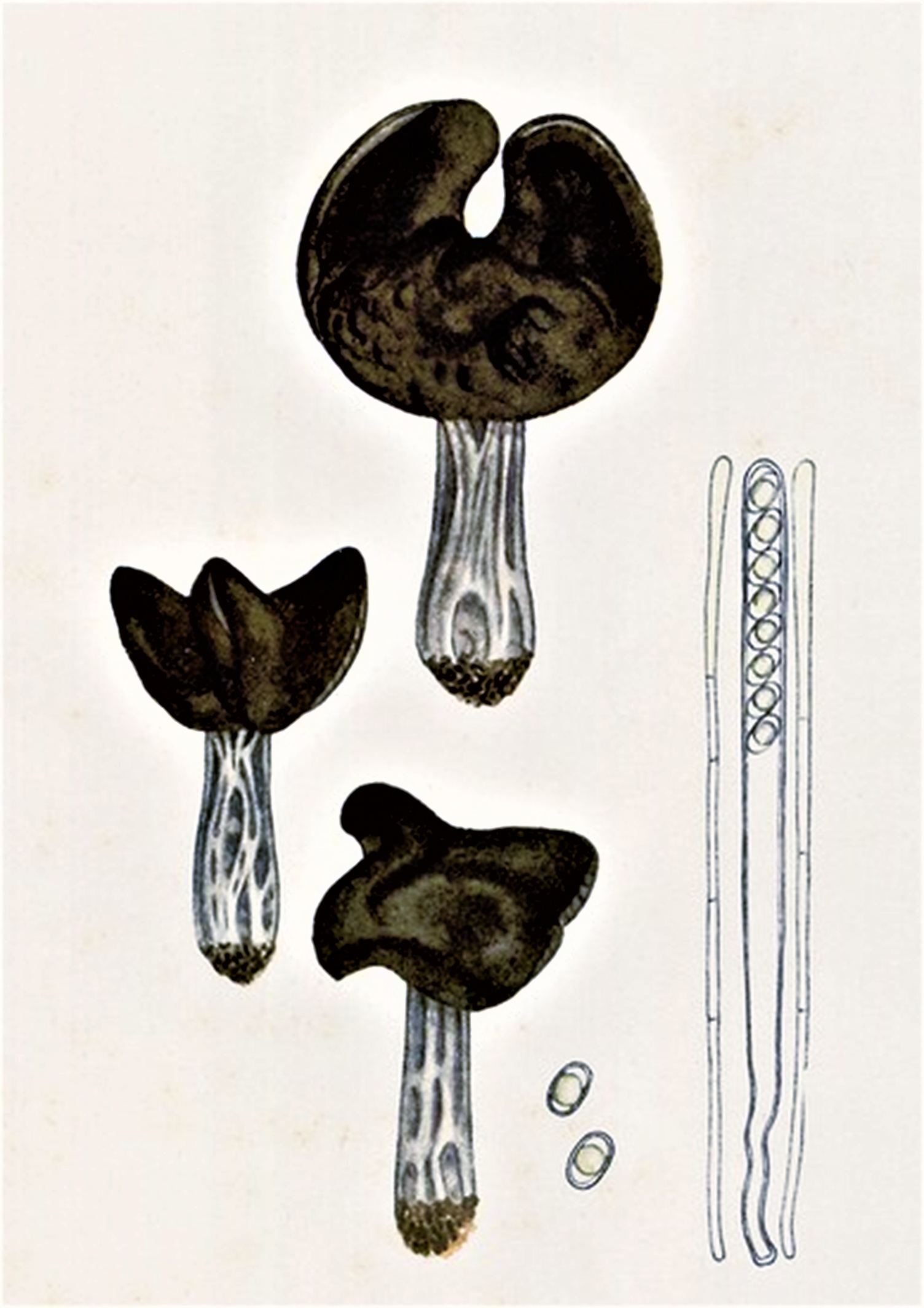
Bres.: Helvella lacunosa

- Corpul fructifer are un diametru de 2–8 cm (rareori și 12 cm) și o înălțime de până la 5 cm. Regiunea fertilă circulară este friabilă, răsucită, sinuoasă, cu  2–4 lobi de forme neregulate, încrețite, cu borduri ascuțite, răsfrânți în jos spre picior și concrescuți parțial cu piciorul, având adesea un aspect caracteristic de șa, câteodată chiar de mitră papală. Stratul producător de spori se află pe suprafața uscată și netedă exterioară (de sus), unde coloritul variază de la gri-cenușiu până la gri-negricios sau brun-negricios, uneori aproape negru. Suprafața interioară (de jos) este netedă și colorată mai deschis, fiind gri-albicioasă până cenușie, uneori cu nuanțe violacee.
- Piciorul are o înălțime de 3–10 cm și o grosime de 1–1,5 cm, este cilindric, cărnos, cu o consistență mai dură decât pălăria și profund brăzdat, cu riduri adânci longitudinale și coaste ascuțite, pe alocuri găurit. Interiorul este străbătut de cavități neregulate și alungite. Coloritul exterior variază de la alb murdar și gri deschis până gri-brun, ocazional cu nuanțe violacee.
- Carnea este albicioasă până la gri deschis, subțire și friabilă în pălărie, dar mai tare și puțin elastică în picior. Mirosul exemplarelor tinere este aromatic și plăcut, iar gustul este savuros. La bătrânețe, mirosul devine stătut și pământos, iar ciupercile sunt atacate frecvent de viermi în acest stadiu.
- Caracteristici microscopice: are spori de culoare albă, elipsoidali, netezi, hialini (translucizi), cu o picătură uleioasă mai mare în mijloc și cu două mai mici la poli, având o mărime de 14–18 x 10–12,5 microni.[4][5]
- Reacția chimică dintre cuticula corpului fructifer și clorură de fier (III) duce la colorarea imediată în galben.[6]

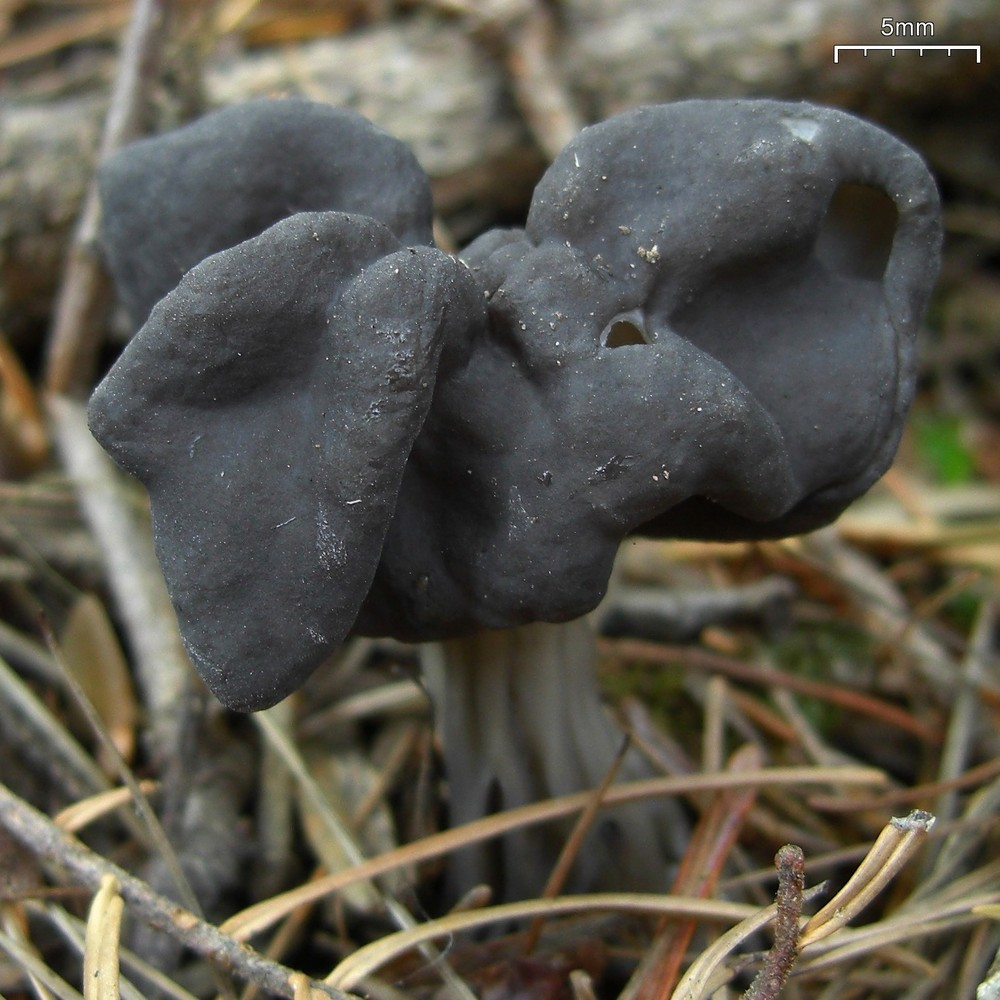
H. lacunosa, suprafață
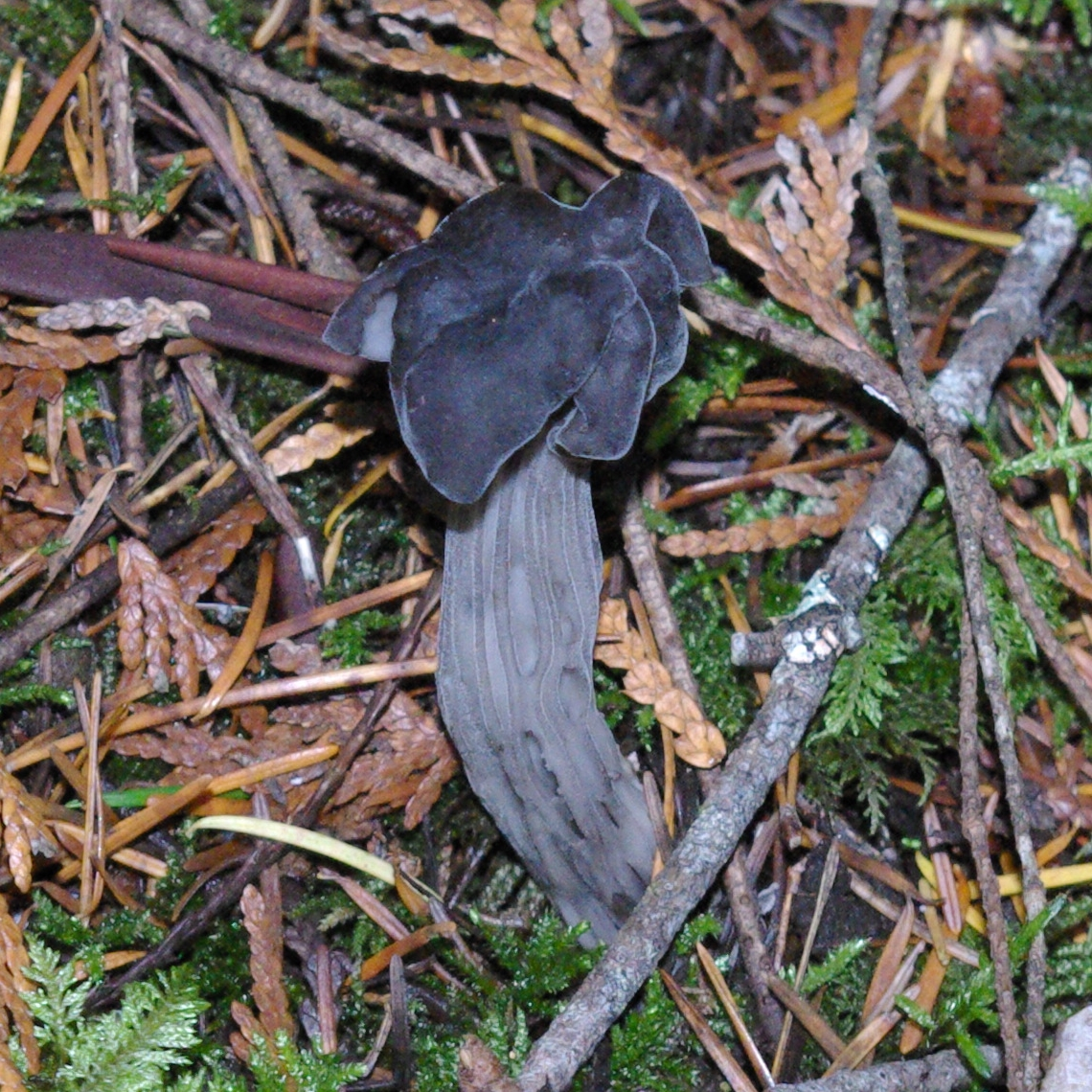
H. lacunosa, corp fructifer și picior
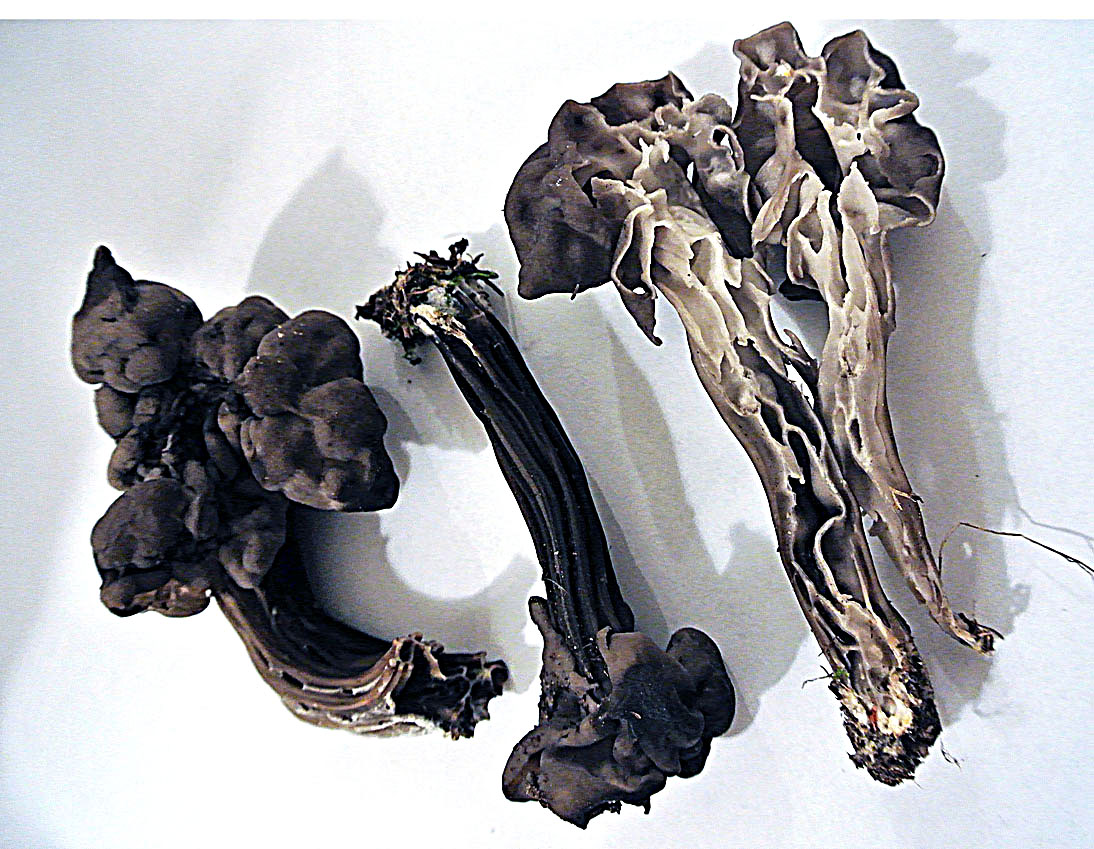
H. lacunosa, secțiune longitudinală
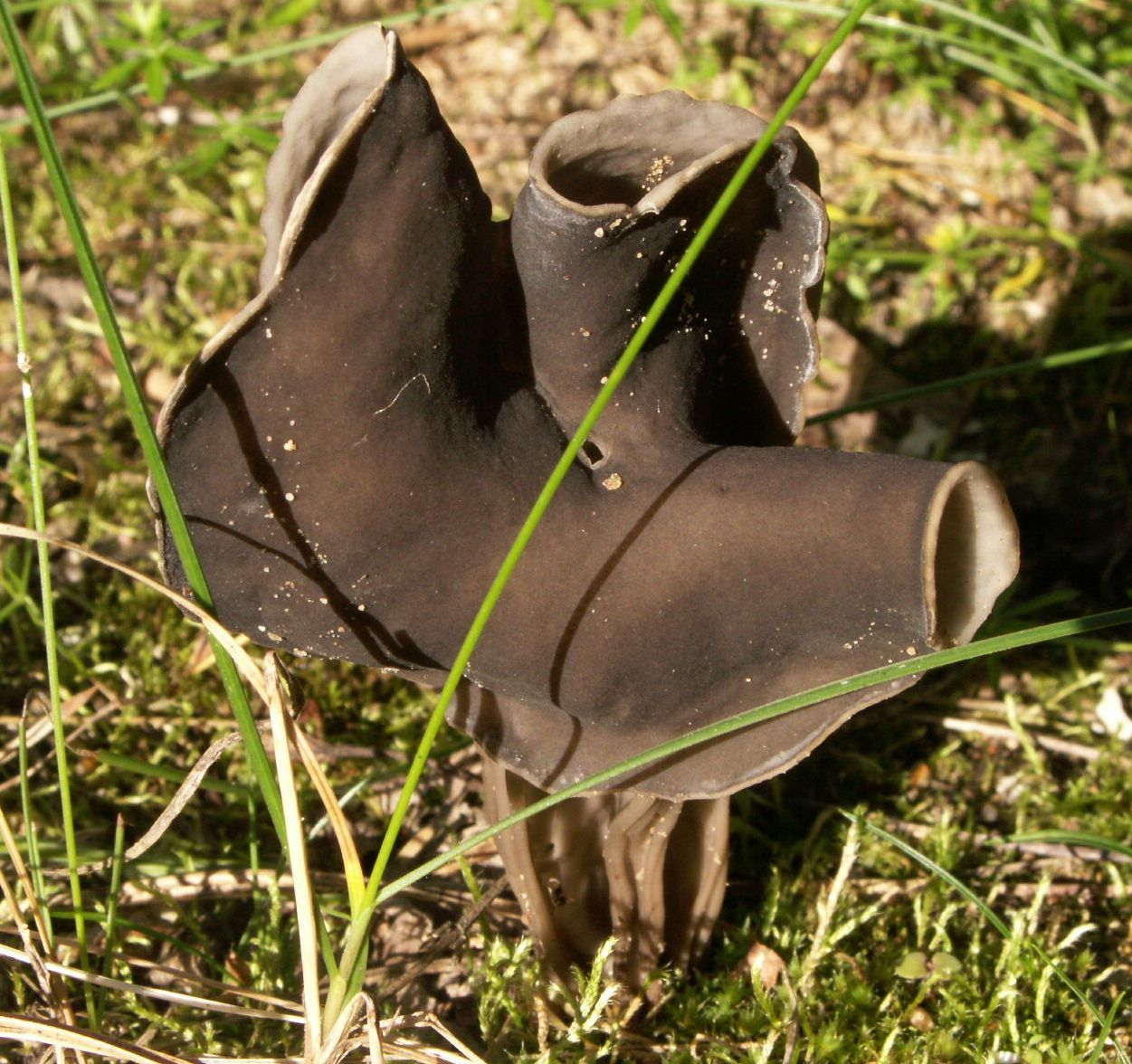
H. lacunosa tânără
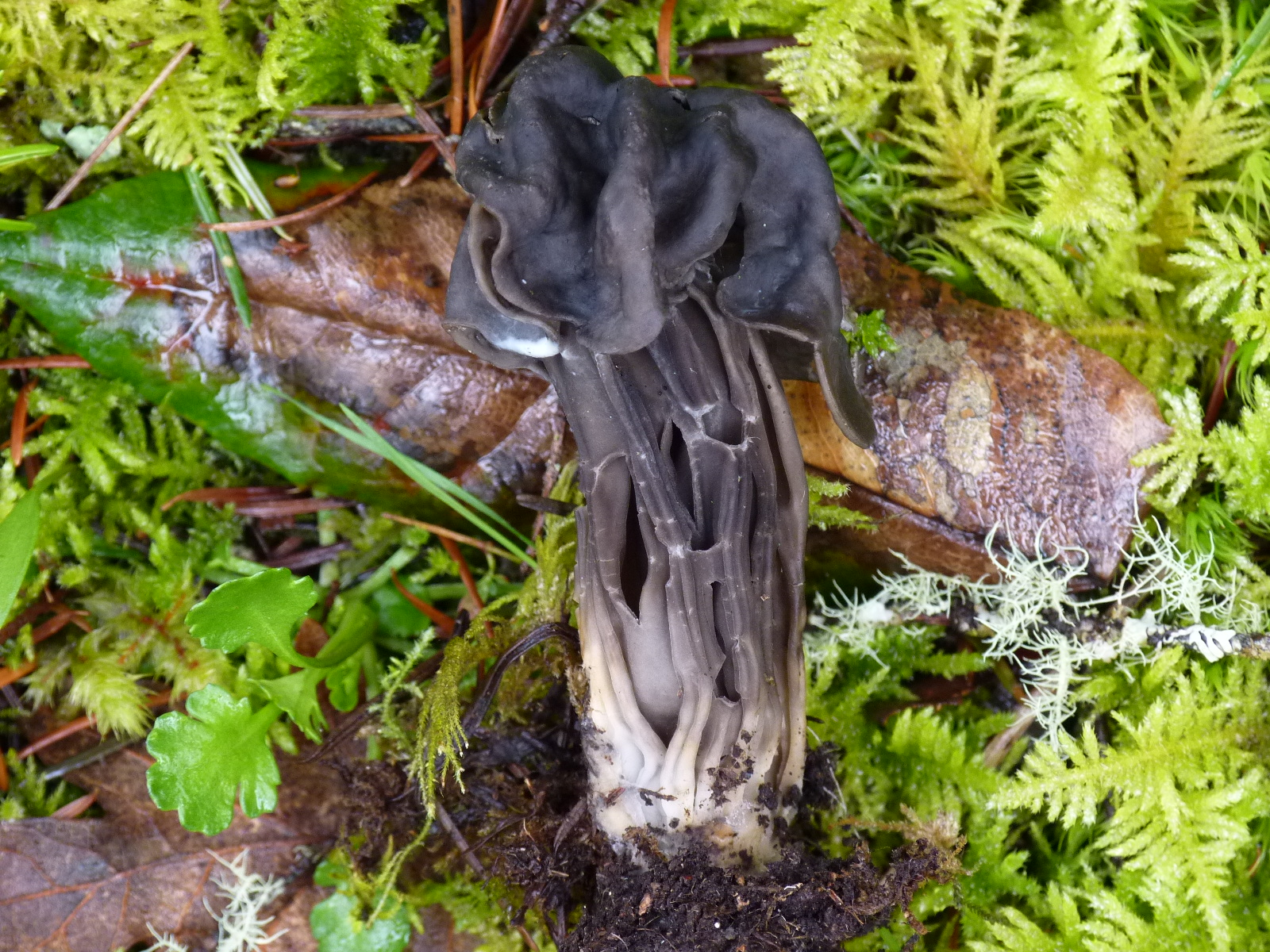
H. lacunosa bătrână
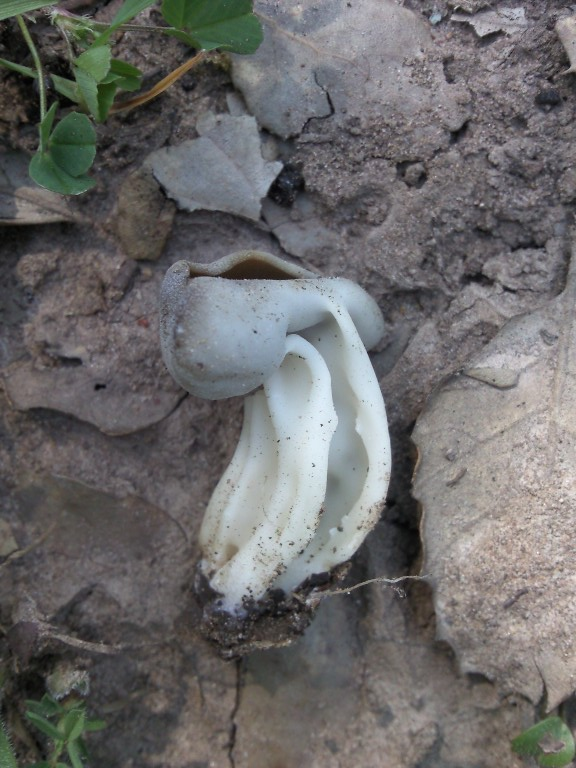
H. lacunosa mai deschisă

## Confuzii
Zbârciogul negru poate fi confundat cu specii asemănătoare, ca de exemplu: Gyromitra fastigiata (comestibilitate restrânsă), Gyromitra infula (comestibilă, destul de rară), Helvella acetabulum (comestibilă), Helvella atra (comestibilă), Helvella elastica (comestibilă), Helvella fusca (comestibilă), Helvella ephippium (necomestibilă), Helvella monachella (comestibilă), Helvella solitaria sau Helvella spadicea.

## Specii de ciuperci asemănătoare

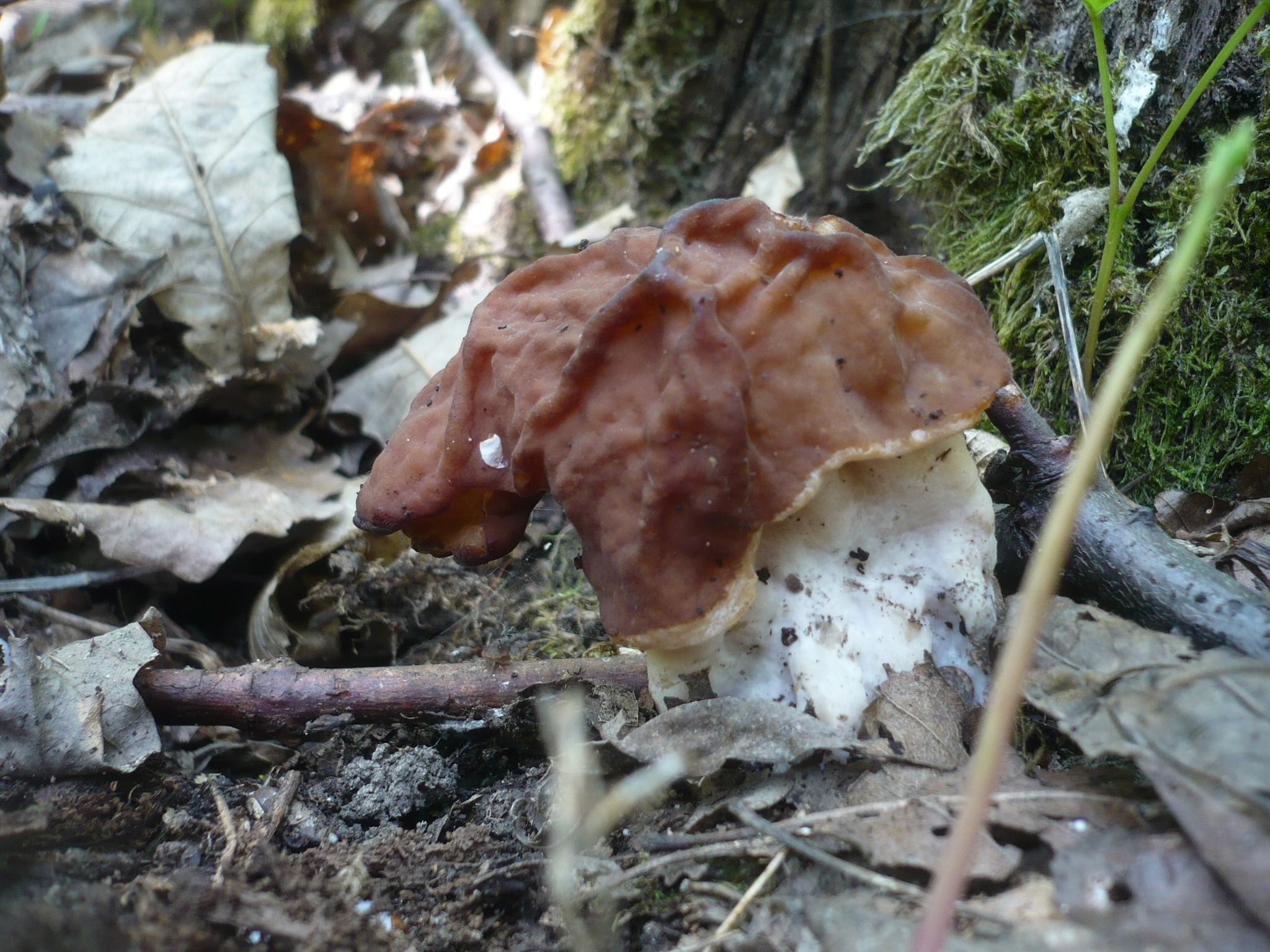
Gyromitra fastigiata
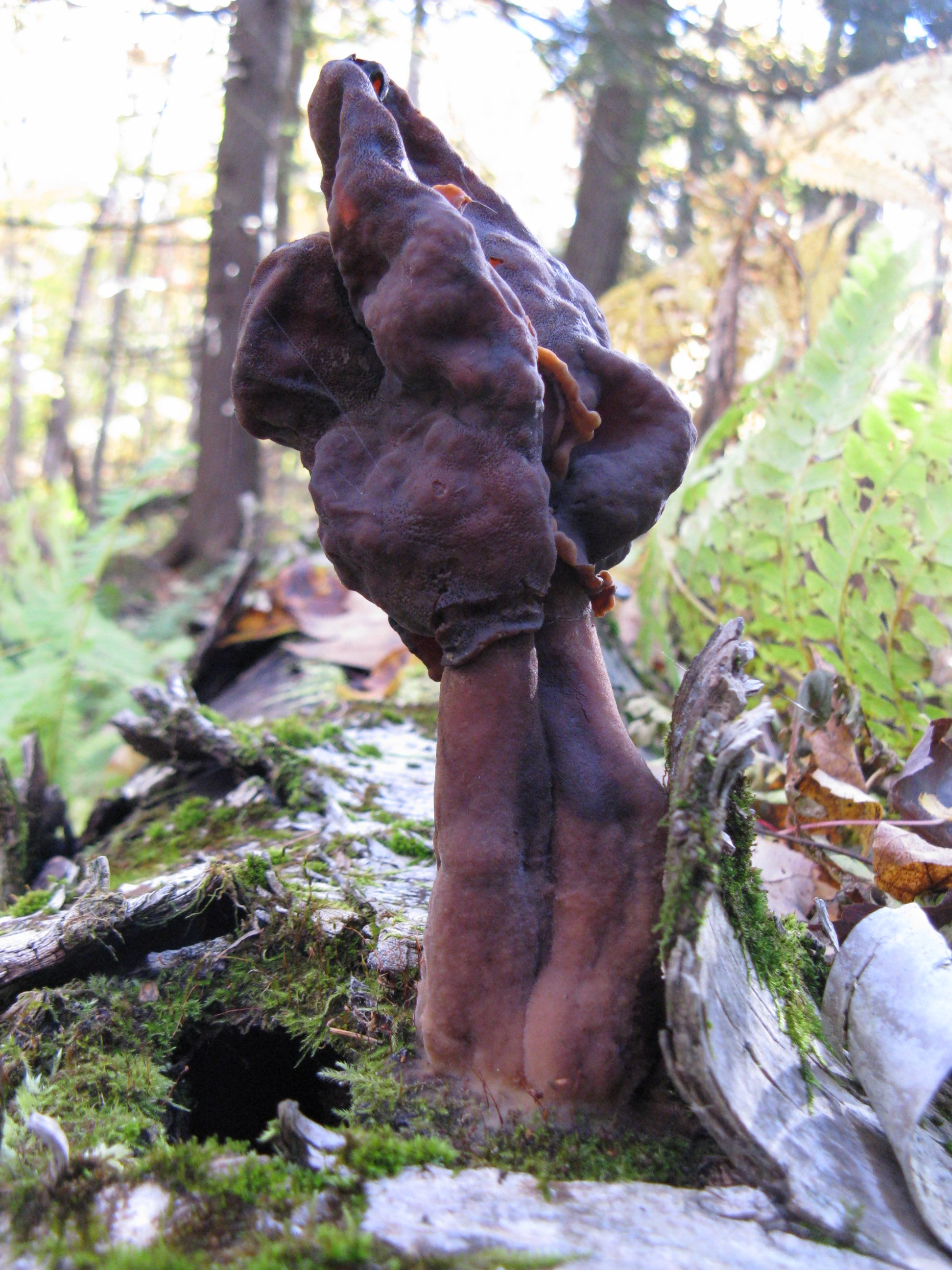
Gyromitra infula
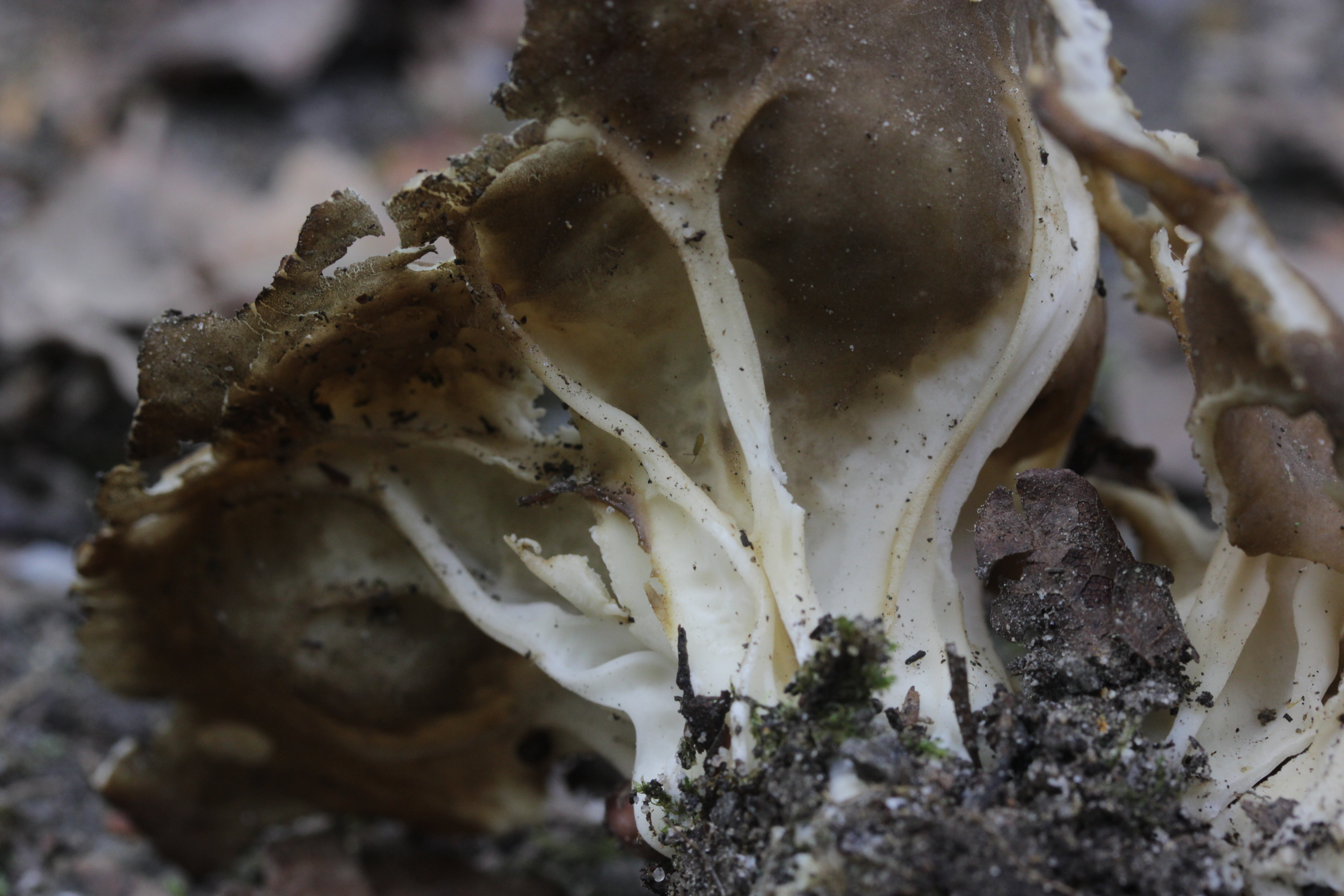
Helvella acetabulum
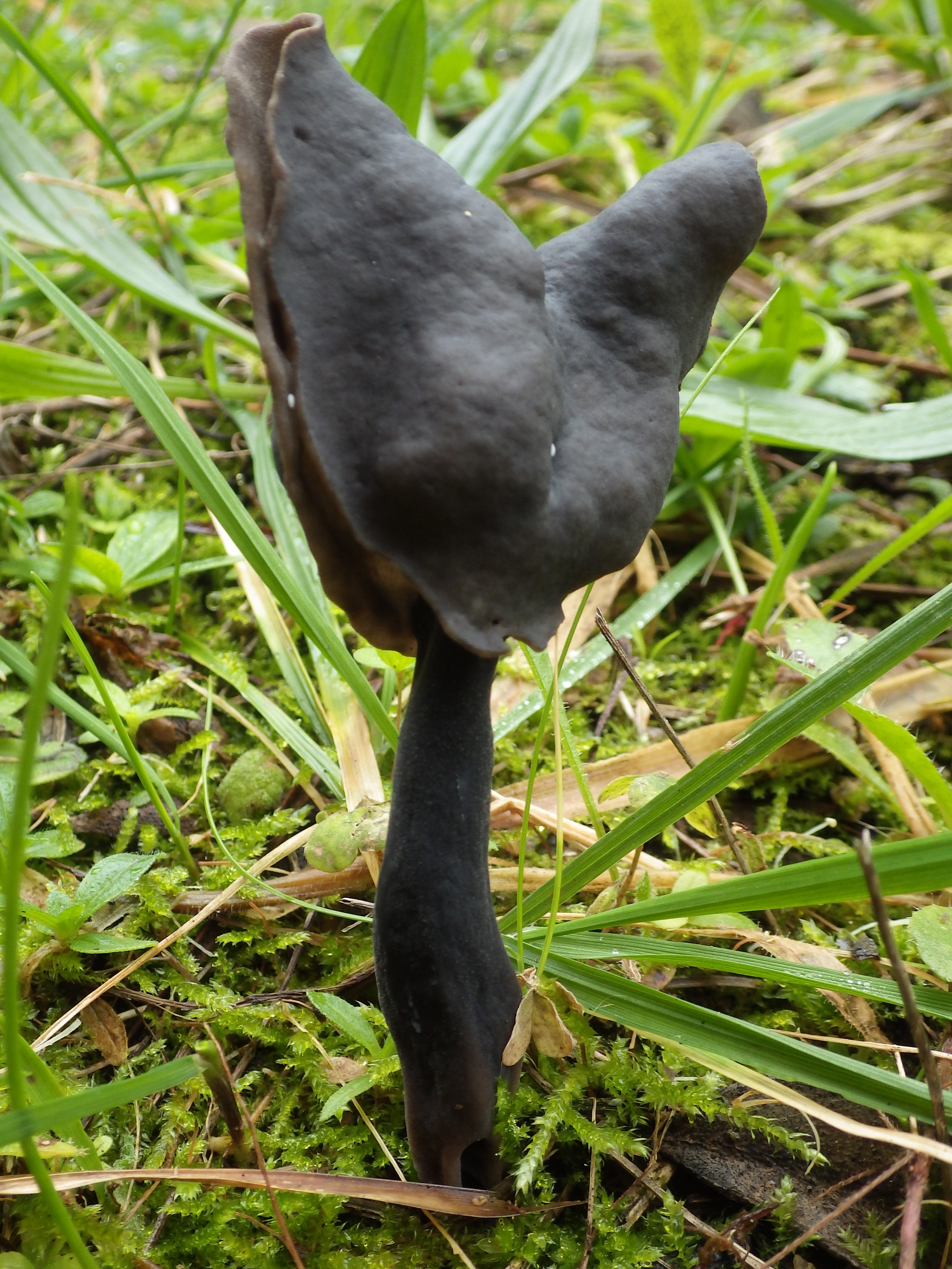
Helvella atra
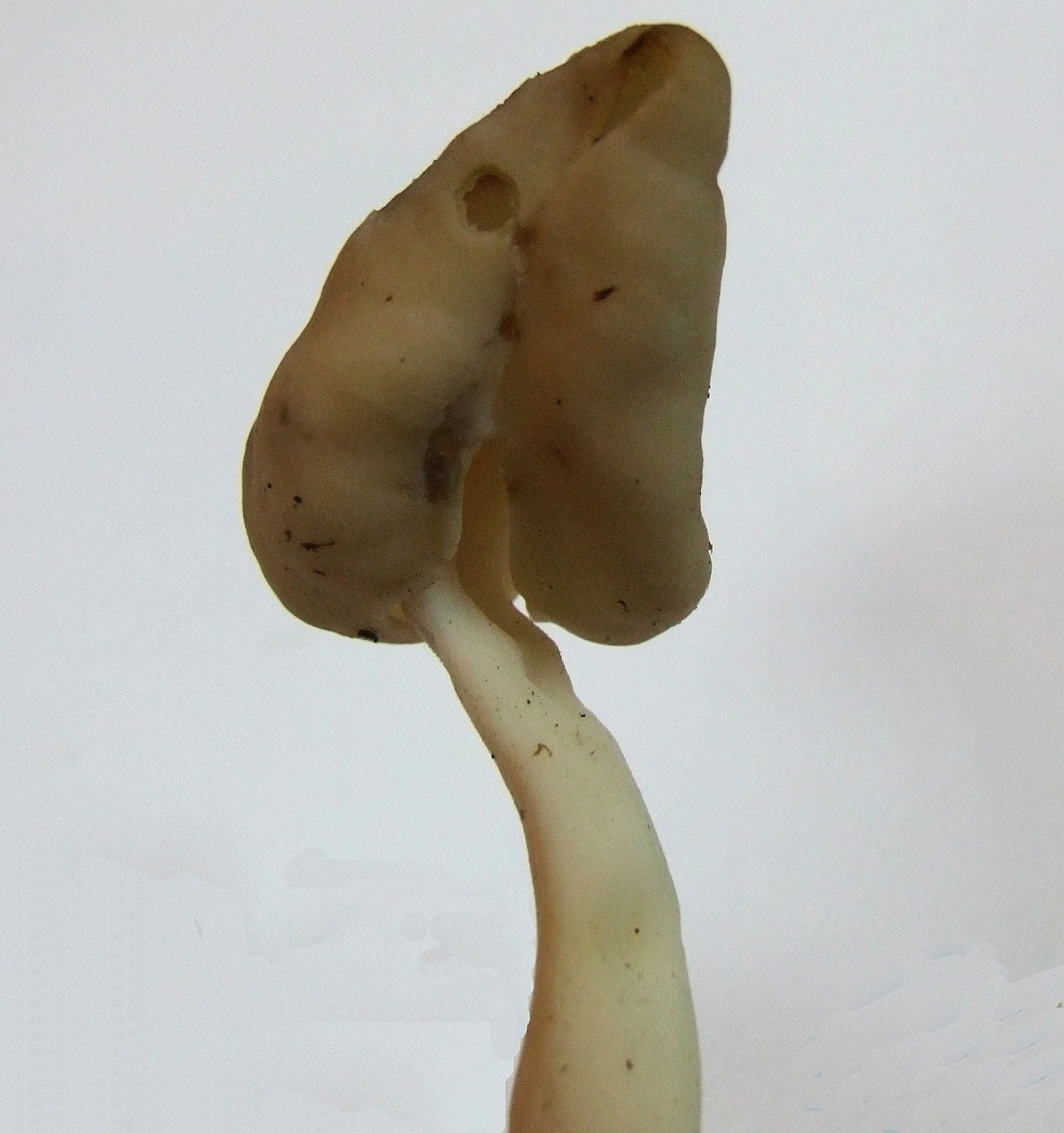
Helvella elastica

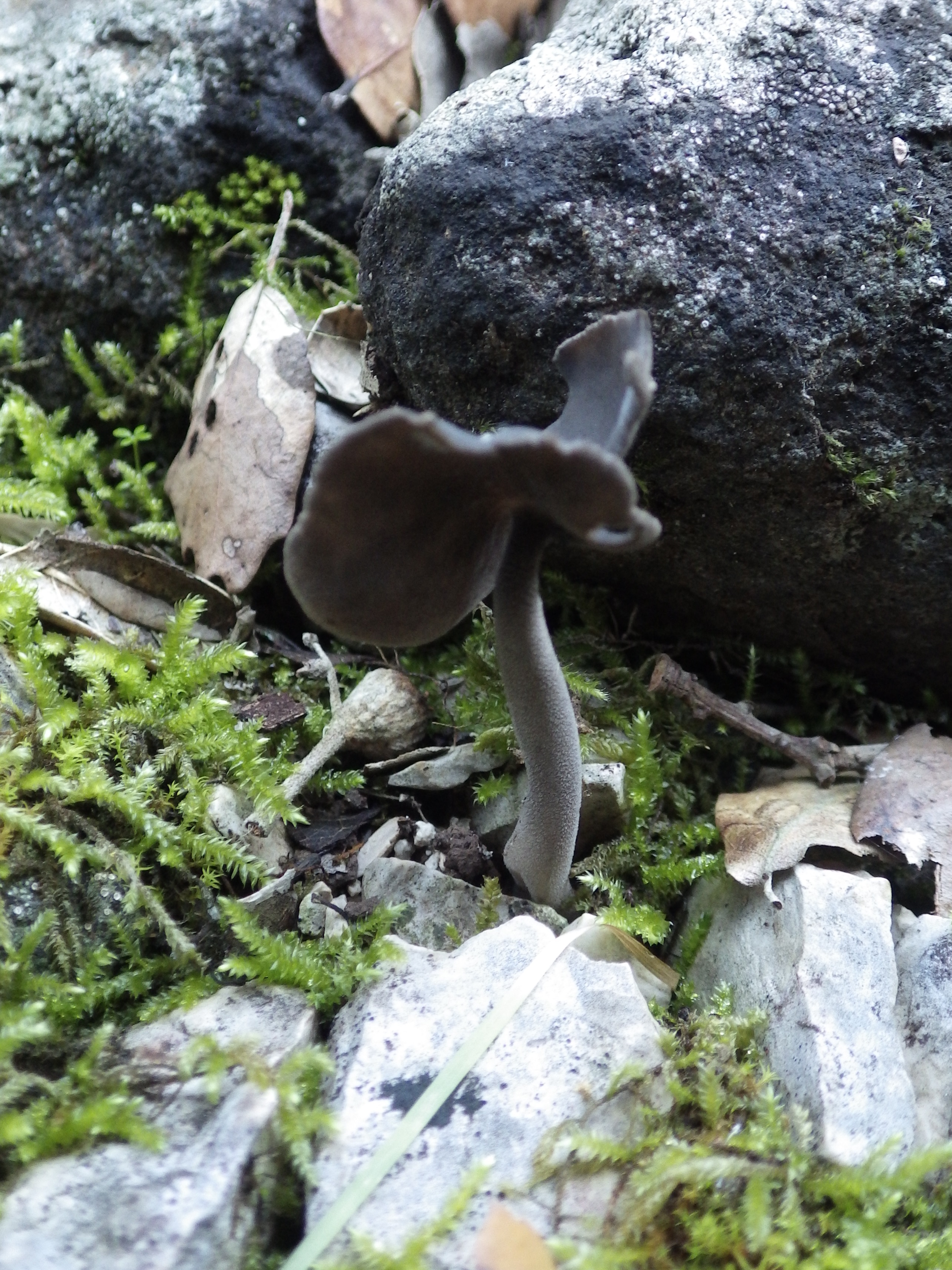
!Helvella ephippium!
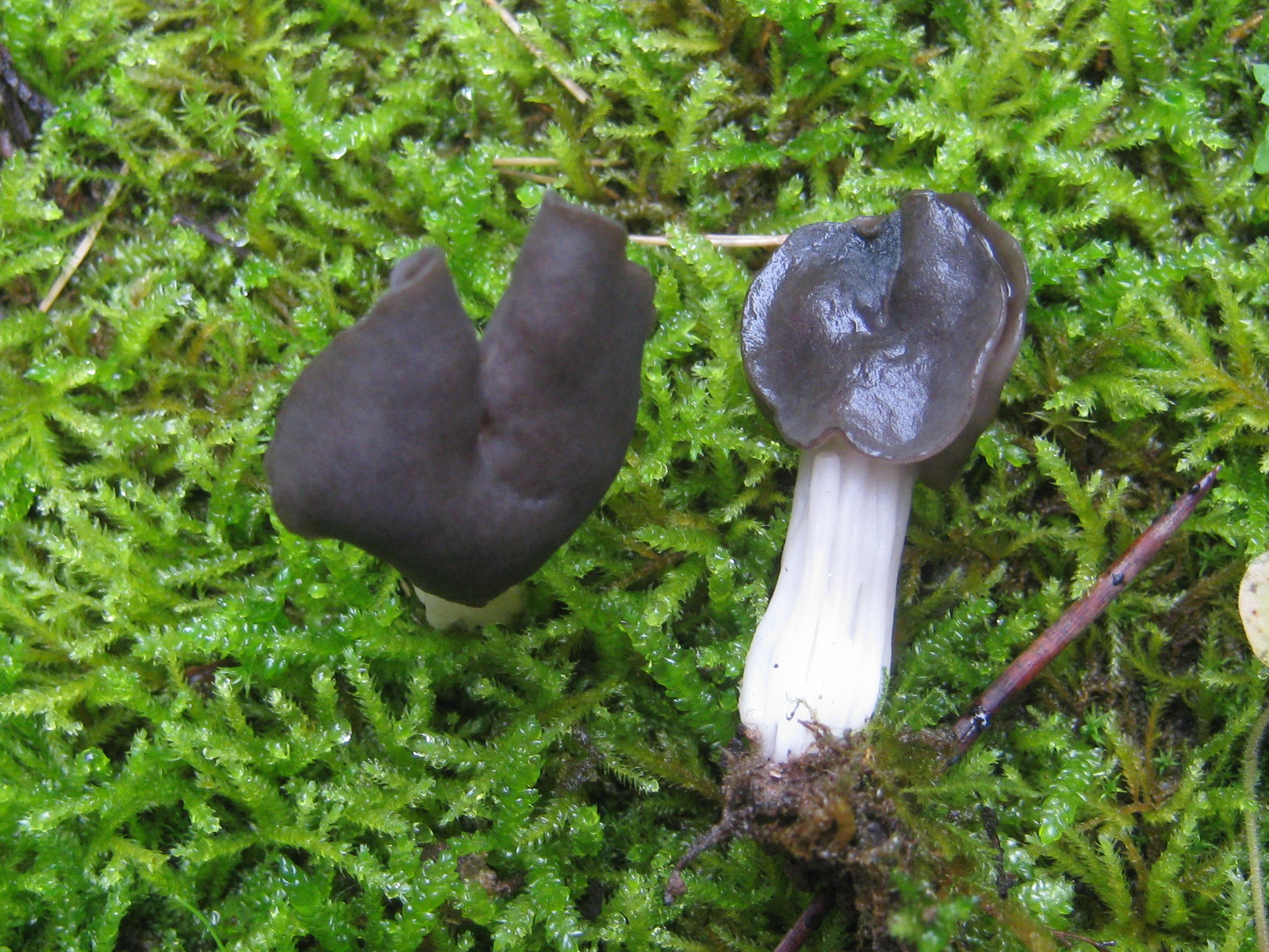
Helvella fusca
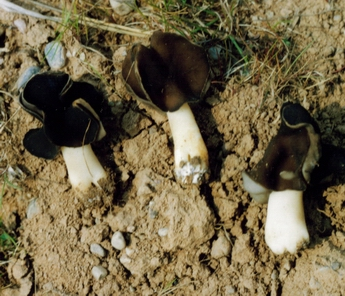
Helvella monachella
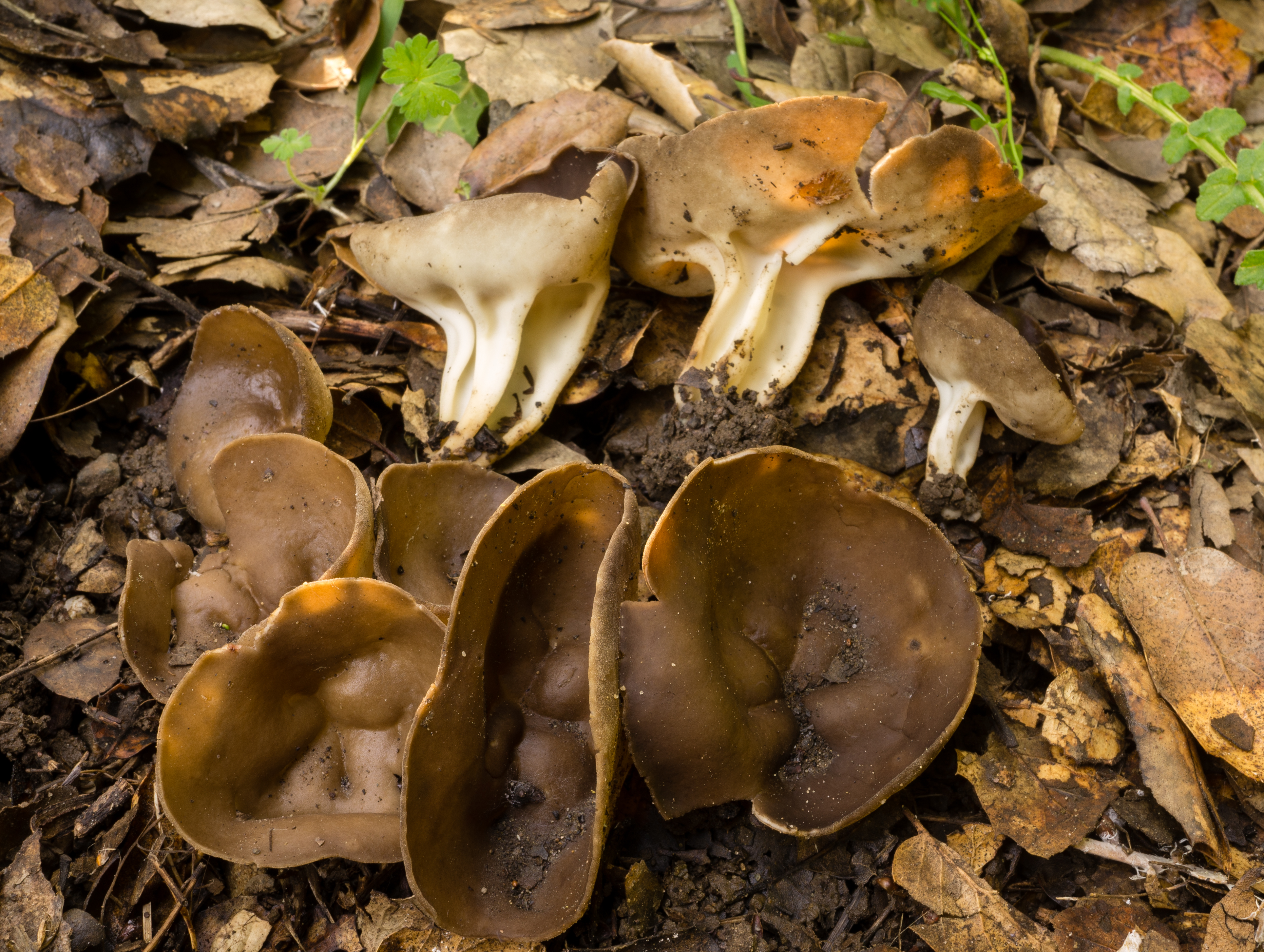
Helvella solitaria
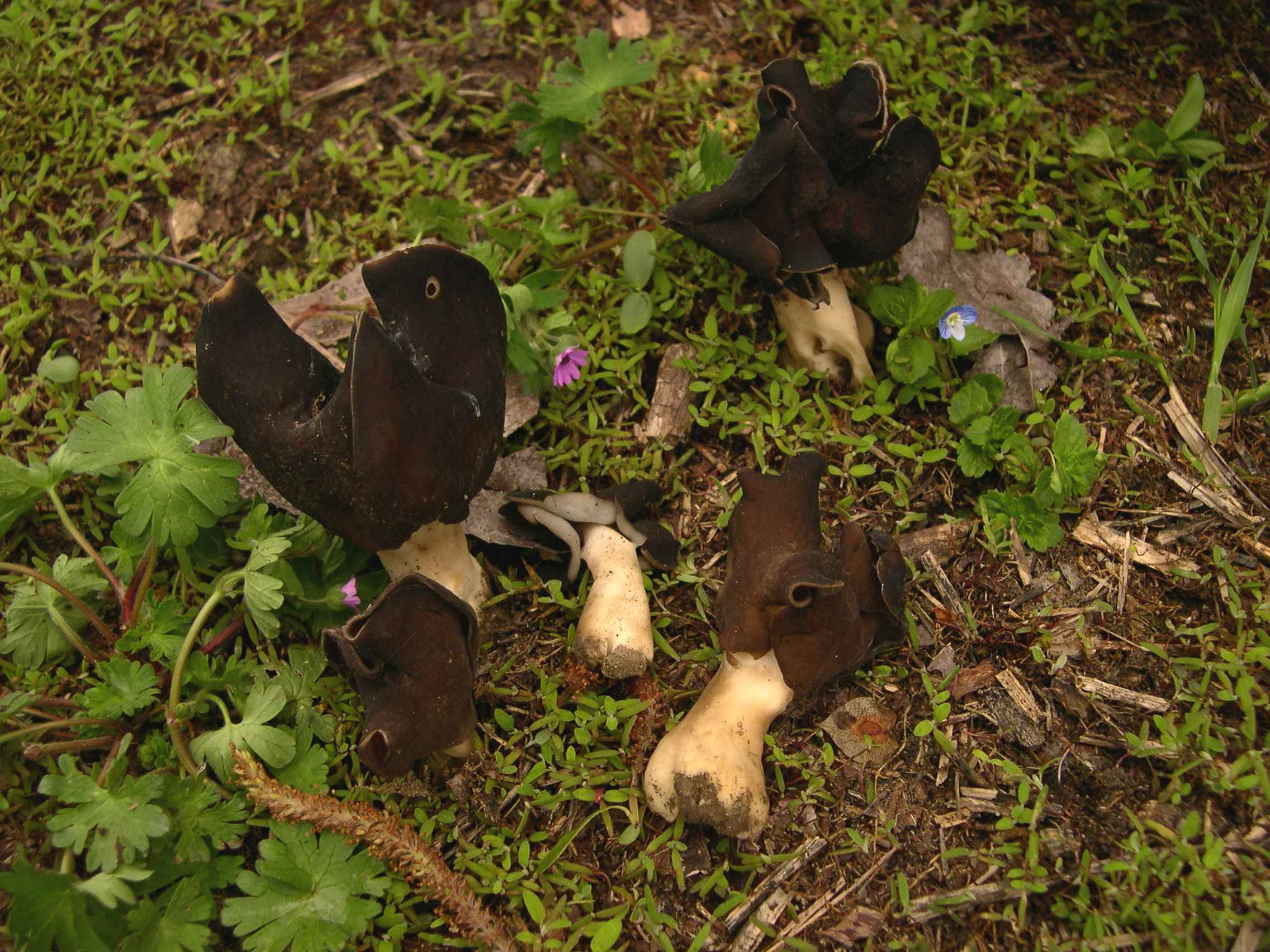
Helvella spadicea

## Valorificare

Formula structurală a giromitrinei

Vorbind despre ciuperci, trebuie menționat caracterul duplicitar al multor ciuperci, printre care se numără și această specie. Fiind considerată de mult timp drept ciupercă comestibilă de bună calitate și savuroasă, astăzi această calitate este contestată de unii micologi, existând studii elvețiene care au arătat ca buretele conține toxina numită giromitrină în doze mici. Este un fapt acceptat astăzi că multe soiuri de zbârciogi conțin respectiva toxină.
Trebuie menționat că zbârciogul negru nu poate fi mâncat crud, deoarece conține toxina mai sus menționată. Această toxină este însă distrusă în timpul tratamentului termic sau prin uscarea ciupercilor respective, după o perioadă mai lungă. De asemenea, consumat în porții mari, zbârciogul negru poate pricinui reacții neplăcute la persoane sensibile sau copii, deoarece ciuperca este mai greu de digerat, iar în cazul unei gătiri neadecvate pot rămâne resturi ale toxinei în mâncare (ca și la alți zbârciogi). Ciuperca trebuie să fie curățată grijuliu (există riscul unor insecte ascunse în cavitățile piciorului), opărită și fiartă ca toate speciile Helvella și Morchella. Potrivite consumului sunt doar exemplare tinere.
Zbârciogul negru poate fi preparat precum zbârciogul galben și poate fi și murat.
În consecință, se recomandă precauție.

## Bibiliografie
- Marcel Bon: “Pareys Buch der Pilze”, Editura Kosmos, Halberstadt 2012, ISBN 978-3-440-13447-4
- Bruno Cetto, vol. 1-3, 4, 7 (vezi sus)
- Rose Marie și Sabine Maria Dähncke: „700 Pilze in Farbfotos”, Editura AT Verlag, Aarau - Stuttgart 1979 și 1980, ISBN 3-85502-0450
- Rose Marie Dähncke: „1200 Pilze in Farbfotos”, Editura AT Verlag, Aarau 2004, p. 526, ISBN 3-8289-1619-8
- Ewald Gerhard: „Der große BLV Pilzführer“ (cu 1200 de specii descrise și 1000 fotografii), Editura BLV Buchverlag GmbH & Co. KG, ediția a 9-a, München 2018, ISBN 978-3-8354-1839-4
- Jean-Louis Lamaison & Jean-Marie Polese: „Der große Pilzatlas“, Editura Tandem Verlag GmbH, Potsdam 2012, ISBN 978-3-8427-0483-1
- J. E. și M. Lange: „BLV Bestimmungsbuch - Pilze”, Editura BLV Verlagsgesellschaft, München, Berna Viena 1977, ISBN 3-405-11568-2
- Hans E. Laux: „Der große Pilzführer, Editura Kosmos, Halberstadt 2001, p. 180-181, ISBN 978-3-440-14530-2
- Till E. Lohmeyer & Ute Künkele: „Pilze – bestimmen und sammeln”, Editura Parragon Books Ltd., Bath 2014, ISBN 978-1-4454-8404-4
- Meinhard Michael Moser: „Kleine Kryptogamenflora der Pilze - Partea a.: „ Höhere Phycomyceten und Ascomyceten”. Partea b: „Kleine Kryptogamenflora de Helmut Gams” Editura G. Fischer, Jena 1950